# Klášter Klokoty
Poutní místo a klášter Klokoty s kostelem Nanebevzetí Panny Marie Klokotské se nachází v Klokotech, místní části na jižním okraji města Tábor, v ulici Staroklokotská č. 43/1. Areál s přilehlým hřbitovem a křížovou cestou je umístěn na vyvýšeném místě nad tokem řeky Lužnice. Dne 1. července 2018 byl poutní areál s kostelem Panny Marie vyhlášen národní kulturní památkou.
Sídlí zde rovněž Římskokatolická farnost Tábor-Klokoty.

## Historie

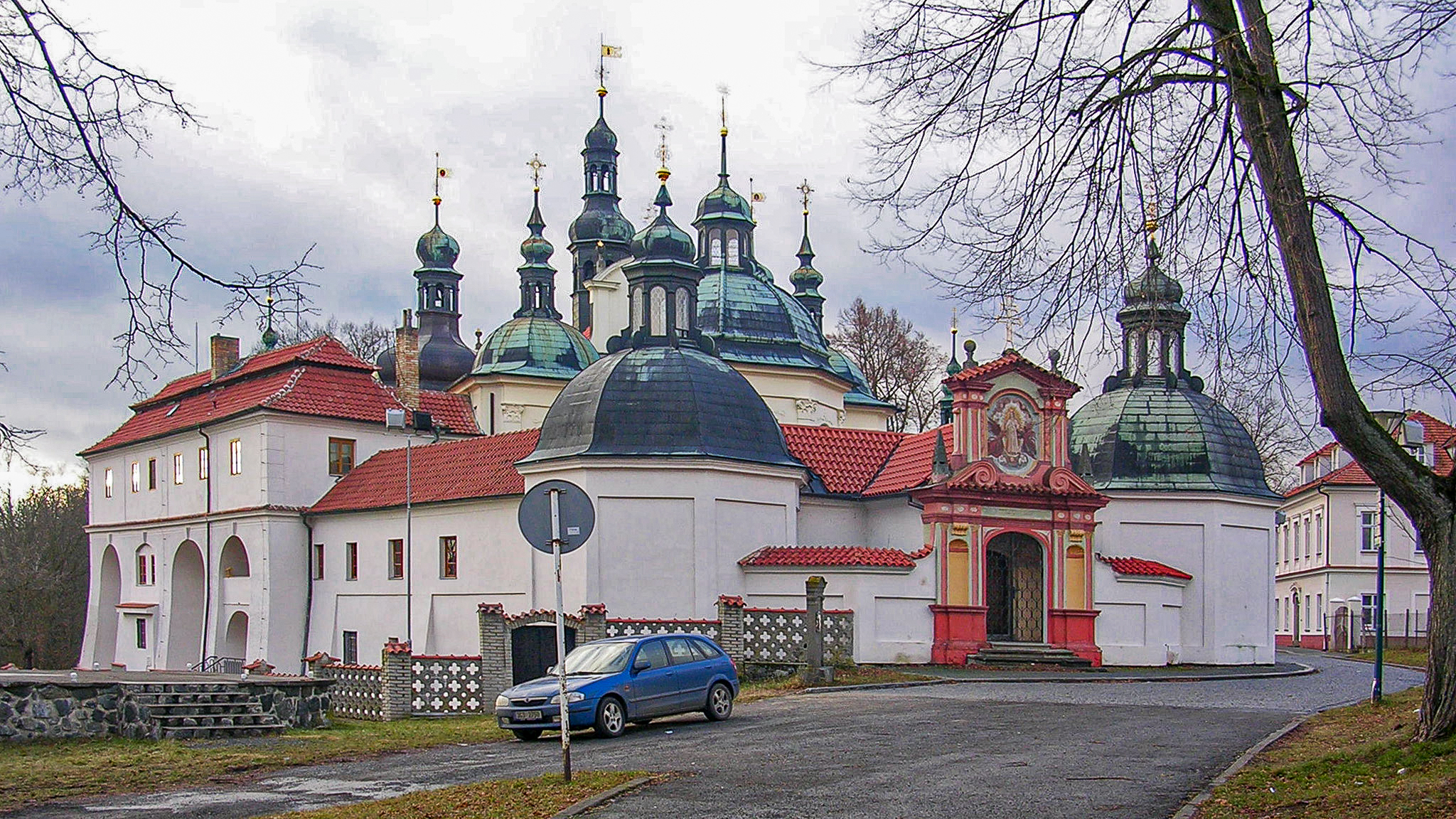
Klášter Klokoty, celkový pohled

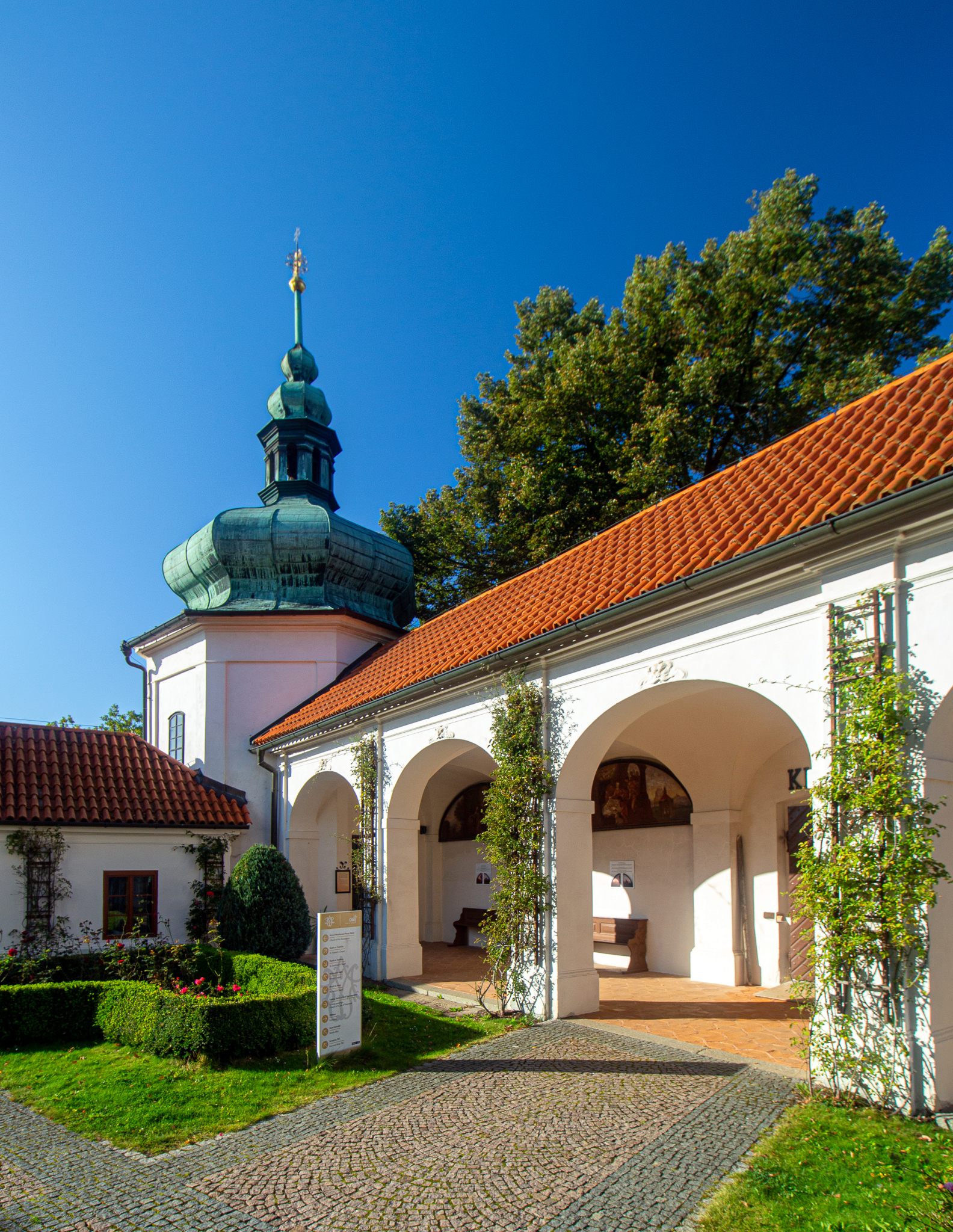
Klášter Klokoty

Ve 13. století na tomto návrší stávala tvrz. Již ve 14. století zde byl postaven malý poutní kostelík. První zmínka o něm je z roku 1361. V roce 1421 jej však nechal pobořit Jan Žižka a zdejší komunitu asi 50 pikartů nařídil upálit. 
V roce 1679 získali Klokoty kupí za 4 000 grošů od města Tábora tzv. španělští benediktini z emauzského opatství. - Emeritní emauzský opat ThDr. Didacus à Canvero (+ 9. března 1703), který po rezignaci na opatský úřad v roce 1700 přesídlil z Emauz do Klokot, zde započal, snad podle návrhu Jana Blažeje Santiniho - Aichla, stavbu barokního poutního areálu. Po jeho povolání k císařskému dvoru do Vídně ale z důvodu velké vzdálenosti Klokot od Emauz záhy benediktini Klokoty prodali zpět městu Tábor, které zdárně za dopomoci donátorů z řad jihočeských šlechtických rodů v roce 1743 dokončilo započaté stavební práce. 
Poutní kostel Nanebevzetí Panny Marie odkazuje na zjevení, které se odehrálo v 700 m vzdáleném místě, dnes je zde kaplička s pramenem vody a vede k ní od kostela zelená turistická značka.
Až do roku 1934, kdy do Klokot přišli Těšitelé, byly Klokoty expositurou táborského děkanství. První superior Těšitelů P. Alois Jakub Matulík CCG († 8. dubna 1985 v Klokotech, kde je taktéž pohřben) zde působil v letech 1934–1939 a později ještě v letech 1969–1981, kdy byl stižen mrtvicí.
Od roku 1994) klášter spravují oblátští misionáři.

## Popis
Střed komplexu tvoří kostel Nanebevzetí Panny Marie z roku 1708. Později byla pod kostelem vybudována krypta a kaple sv. Václava a sv. Josefa.
Kostel byl v pozdějších letech obestavěn zdobenými arkádami. V rozích jsou osmiboké kaple
- sv. Vojtěcha
- sv. Vavřince
- sv. Anny
- Růžencová

s kopulemi v barokním stylu. Na západní straně ochozu se nachází kaple Jana Nepomuckého se štukovým stropem. V těchto místnostech je také sedm obrazů s výjevy ze života Panny Marie z roku 1700.
K areálu patří i jednopatrová rezidence a barokní kaple s pramenem vody, ke které vede křížová cesta.